# Manoel Nunes Coelho
Dom Manoel Nunes Coelho (Patrocínio de Guanhães, MG, 12 de fevereiro de 1884 - Luz, MG, 8 de julho de 1967) foi um sacerdote e bispo católico diocesano brasileiro.

## Biografia
Fez seus estudos primários em sua terra natal, indo para o Seminário Arquidiocesano de Diamantina, onde cursou Filosofia e Teologia. Foi ordenado em 7 de abril de 1907, por Dom Joaquim Silvério de Souza, arcebispo de Diamantina. Aos 7 de julho de 1907 celebrou a sua primeira missa solene. Foi Vigário de Sant’Ana do Suassuhy – hoje Coroaci, sua única Paróquia, a partir de 31 de maio de 1908, ali permanecendo por 12 anos. Era conhecido como Pe. Nelo. Acompanhou o arcebispo em uma viagem à Europa, Terra Santa e Egito, no ano de 1914.
Foi eleito bispo aos 10 de junho de 1920, da recém criada Diocese de Aterrado, sendo sagrado bispo aos 14 de julho de 1920, por Dom Joaquim Silvério de Souza, na Basílica do Sagrado Coração de Jesus, em Diamantina.
Dom Manoel tomou posse como 1° bispo da então Diocese de Aterrado aos 10 de abril de 1921. Tinha como lema episcopal “Fragilitati Nostrae Presidium” (Proteção para nossa fraqueza). Chegando na Vila do Aterrado (Luz) buscou logo a sua emancipação política. Na época, o pequeno arraial era distrito de Dores do Indaiá. Encontrando resistência por parte das lideranças políticas de Dores do Indaiá e do Estado, dirigiu-se ao Presidente Arthur Bernardes, e conseguiu por decreto federal a criação do Município de Luz, aos 7 de setembro de 1923. Conseguiu também a criação da Comarca de Luz. Já em 1922 instalou a Tipografia Diocesana, criou o Jornal “Luz do Aterrado”, “Aterradense” e mais tarde virou “A Luz”. Escreveu muitos documentos de formação religiosa, moral e política.
Dom Manoel tomou a iniciativa em diversas benfeitorias públicas (calçamento das ruas, serviços de água e luz, construção de residências, etc.) No âmbito religioso, incentivou as pias Associações (Apostolado da Oração, Legião de Maria, Sociedade de São Vicente de Paulo, etc.) visitava regularmente a Diocese, promoveu a Visita Domiciliar e novena de Nossa Senhora das Vitórias, com o objetivo de fomentar a oração pelas vocações e angariar recursos para formar os padres da diocese. Realizava todos os anos, em Luz, no Palácio Episcopal, os Retiros Vicentinos, que chegaram a reunir cerca de 700 confrades. Criou as paróquias de Capitólio, Estrela do Indaiá, Lagoa da Prata – São Carlos Borromeu, Medeiros, Matutina, Moema, Paineiras e Pains. Na sede da Diocese, além do Colégio e do Hospital São Rafael, do abrigo para vocacionadas à vida religiosa, Dom Manoel deixou a Catedral de Luz, construída entre 1935-1941. Recebeu, junto com a Primeira Turma, a Medalha da Inconfidência, instituída em 1952. 
Já idoso, pediu ao Papa um auxiliar, recebendo o na pessoa de Dom Belchior Joaquim da Silva Neto, seu Bispo-coadjutor, em 29 de maio de 1960. 
Um artigo do Pe. Ivo Urbano Moreira, então vigário de Dores do Indaiá, no Jornal “O Liberal”, assim descreve a morte do bispo: “...no silencio e esquecimento, aos cuidados de seus familiares, numa dependência do Palácio Episcopal, passou Dom Manoel os seus últimos dias de vida. A paralisia e a cegueira foram o martírio de quem se dedicou por mais de 46 anos, como verdadeiro pastor na defesa de seu rebanho. Faleceu aos 83 anos de idade, cerca de 9:30 horas do dia 07 de julho de 1967, (60 anos após a celebração de sua primeira missa) e foi sepultado no dia 9 de
julho, um domingo”. 
Hoje, seus restos mortais estão na Cripta da Catedral. 